# كردمة (مبين)

تعديل مصدري - تعديل

كردمة هي إحدى قرى عزلة بني الشومي بمديرية مبين التابعة لمحافظة حجة، بلغ تعداد سكانها 377 نسمة حسب تعداد اليمن لعام 2004.